# Cino (Lombardei)
Cino ist eine italienische Gemeinde (comune) in der Provinz Sondrio (Lombardei). 

## Lage und Einwohner
Die Gemeinde liegt 37 Kilometer westlich von der Provinzhauptstadt Sondrio im Veltlin und hat 350 Einwohner (Stand 31. Dezember 2023). Im Nordosten der Gemeinde befindet sich der Monte Brusate (2143 Meter). 
Die Nachbargemeinden sind Cercino, Mantello und Dubino.

## Sehenswürdigkeiten
- Pfarrkirche San Giorgio erbaut 1447.